# Stanley Cup 2010
La finale della Stanley Cup 2010 è stata una serie al meglio delle sette gare che ha determinato il campione della National Hockey League per la stagione 2009-10. Al termine dei playoff, i Philadelphia Flyers, campioni della Eastern Conference, si sfidarono contro i Chicago Blackhawks, campioni nella Western Conference. I Blackhawks nella serie finale di Stanley Cup usufruirono del fattore campo, in virtù del maggior numero di punti ottenuti nella stagione regolare, 112 punti contro gli 88 dei Flyers. La serie iniziò il 29 maggio e finì il 9 giugno con la conquista da parte dei Blackhawks della Stanley Cup per 4 a 2.
Questa fu la prima finale di Stanley Cup per Chicago dal 1961, fatto che interruppe la striscia negativa più lunga di assenza dalla finale a 47 stagioni. Inoltre i Blackhawks divennero la quarta squadra di Chicago negli sport maggiori a vincere il titolo a partire dal 1985, aggiungendosi ai Chicago Bears in NFL (1985), i Chicago Bulls in NBA (1991-92-93, 1996-97-98) e i Chicago White Sox in MLB (2005).
Il capitano dei Blackhawks Jonathan Toews conquistò il Conn Smythe Trophy in quanto eletto MVP dei playoff, primo giocatore nella storia della franchigia a ricevere tale trofeo. Insieme ai compagni di squadra Duncan Keith e Brent Seabrook, Toews vinse l'oro olimpico con il Canada ai XXI Giochi olimpici invernali, aggiungendosi a Ken Morrow (1980), Steve Yzerman e Brendan Shanahan (2002) come unici giocatori in grado di conquistare i due titoli nello stesso anno.
Avendo giocato invece per gli Stati Uniti alle Olimpiadi, Patrick Kane si unì a Chris Chelios e Brett Hull (2002) nell'elenco di giocatori vincitori nello stesso anno della medaglia d'argento olimpica e della Stanley Cup.
Jonathan Toews divenne il ventiquattresimo giocatore, il settimo canadese, a diventare membro del Triple Gold Club, avendo vinto sia una medaglia d'oro olimpica, un Campionato mondiale di hockey su ghiaccio e la Stanley Cup.

## Contendenti

### Philadelphia Flyers
I Philadelphia Flyers conquistarono il settimo posto nei playoff nella Eastern Conference dopo aver terminato la regular season con 88 punti, vincendo il tie-break contro i Montreal Canadiens per un maggior numero di vittorie (41 a 39). I Flyers, anche se settimi della Eastern Conference, furono l'ultima squadra a qualificarsi per i playoff della Stanley Cup 2010. L'ultima giornata della stagione regolare li vide impegnati contro i New York Rangers in un winner-take-all match-up per guadagnare l'ultimo posto per i playoffs. Philadelphia sconfisse i Rangers per 2-1 in una sfida storica, la prima vita volta che l'accesso ai Playoff della NHL si decise con una serie di shootout.
Nel primo turno dei playoff, i Flyers sconfissero i New Jersey Devils, secondi della Conference, in cinque partite. Nel secondo turno, batterono i Boston Bruins; Philadelphia dopo questa serie diventò la terza squadra della NHL a vincere una serie dopo essere stata in svantaggio per 3-0 (gli altri sono i Toronto Maple Leafs nel 1942 e i New York Islanders nel 1975).
Nella finale della Eastern Conference, i Flyers eliminarono i Canadiens in cinque partite. Questa è stata l'ottava finale di Stanley Cup raggiunta da Philadelphia, la prima dal 1997; inoltre furono la prima squadra a raggiungere una finale con meno di 90 punti nella stagione regolare dopo i Vancouver Canucks nel 1994, con 85 punti. I Flyers tentarono di vincere la Stanley Cup per la prima volta dopo la doppietta ottenuta nel biennio 1974 e 1975.

### Chicago Blackhawks
I Chicago Blackhawks terminarono la stagione regolare con il titolo di campioni della Central Division con 112 punti. Questo fu il quattordicesimo titolo di Division nella storia della franchigia, il primo a partire dal 1992-93, quando si chiamava Norris Division. Nei playoff della Western Conference i Blackhawks sconfissero al primo turno i Nashville Predators, mentre al secondo i Vancouver Canucks, entrambi in sei partite, ed infine eliminarono in quattro partite i San Jose Sharks nella finale di Western Conference.
Questa fu la undicesima finale per la conquista della Stanley Cup di Chicago, la prima dal 1992. Vinsero per l'ultima volta la Stanley Cup nel 1961. Marián Hossa fu il primo giocatore nella storia della NHL ad apparire in tre finali consecutive con tre squadre diverse, dopo aver partecipato alla finale con i Pittsburgh Penguins nel 2008 e con i Detroit Red Wings nel 2009.

## Serie

### Gara 1
| Arbitri: | Bill McCreary Dan O'Halloran |

|                                                                 |           |                                                                             |
| Leino 06:38 Hartnell 16:37 Brière 19:33 Betts 27:20 Asham 38:49 | Marcatori | 07:46, 35:18 Brouwer 11:50 Bolland 21:11 Sharp 29:31 Versteeg 48:25 Kopecký |

### Gara 2
| Arbitri: | Kelly Sutherland Stephen Walkom |

|             |           |                         |
| Gagne 45:20 | Marcatori | 37:09 Hossa 37:37 Eager |

### Gara 3
| Arbitri: | Bill McCreary Dan O'Halloran |

|                                    |           |                                                      |
| Keith 22:49 Sopel 37:52 Kane 42:50 | Marcatori | 14:58 Brière 29:55 Hartnell 43:10 Leino 65:59 Giroux |

### Gara 4
| Arbitri: | Kelly Sutherland Stephen Walkom |

|                                          |           |                                                                  |
| Sharp 18:32 Bolland 52:01 Campbell 55:50 | Marcatori | 04:35 Richards 14:48 Carle 19:23 Giroux 43:43 Leino 59:35 Carter |

### Gara 5
| Arbitri: | Bill McCreary Dan O'Halloran |

|                                                             |           |                                                                                           |
| Hartnell 20:32 Timonen 24:38 van Riemsdyk 43:36 Gagne 57:24 | Marcatori | 12:17 Seabrook 15:26 Bolland 18:15 Versteeg 23:13 Kane 35:45, 57:55 Byfuglien 56:08 Sharp |

### Gara 6
| Arbitri: | Kelly Sutherland Stephen Walkom |

|                                                   |           |                                    |
| Byfuglien 16:49 Sharp 29:58 Ladd 37:43 Kane 64:06 | Marcatori | 19:33, 56:01 Hartnell 28:00 Brière |

## Roster dei vincitori
| Vincitori della Stanley Cup 2010 Chicago Blackhawks | Portieri: Anti Niemi, Cristobal Huet Difensori: Duncan Keith (A), Niklas Hjalmarsson, Brent Sopel, Jordan Hendry, Brent Seabrook, Nick Boynton, Brian Campbell, Kim Johnsson Attaccanti: Patrick Sharp (A), Andrew Ladd, Troy Brouwer, Kris Versteeg, Dustin Byfuglien, Adam Burish, Ben Eager, Tomáš Kopecký, Patrick Kane, Jonathan Toews (C), John Madden, Dave Bolland, Colin Fraser, Marián Hossa, Bryan Bickell Staff Tecnico: Joel Quenneville (Allenatore), John Torchetti (Ass. allenatore), Mike Haviland (Ass. Allenatore) |